# Gare de Saint-Cyprien
Ne pas confondre avec la gare de Toulouse-Saint-Cyprien-Arènes.
La gare de Saint-Cyprien est une gare ferroviaire française de la ligne de Siorac-en-Périgord à Cazoulès, située sur le territoire de la commune de Saint-Cyprien, dans le département de la Dordogne en région Nouvelle-Aquitaine.
Elle est mise en service en 1882 par la compagnie du chemin de fer de Paris à Orléans (PO). Fermée en 1975, elle est rouverte en 2005.
C'est une halte voyageurs de la Société nationale des chemins de fer français (SNCF) du réseau TER Nouvelle-Aquitaine desservie par des trains express régionaux.

## Situation ferroviaire
Établie à 64 mètres d'altitude, la gare de Saint-Cyprien est située au point kilométrique (PK) 571,740 de la ligne de Siorac-en-Périgord à Cazoulès, entre les gares ouvertes de Siorac-en-Périgord et de Sarlat.

## Histoire
La station de Saint-Cyprien est mise en service le 2 juillet 1882 par la compagnie du chemin de fer de Paris à Orléans (PO) lorsqu'elle ouvre à l'exploitation la section de Siorac à Sarlat de sa « ligne de Saint-Denis au Buisson avec embranchement sur Gourdon ». Pour sa première année d'exploitation (six mois), la recette de la gare est de 39 665 francs.
C'est un « point d'arrêt rural » lorsqu'elle est fermée par la SNCF en 1975.

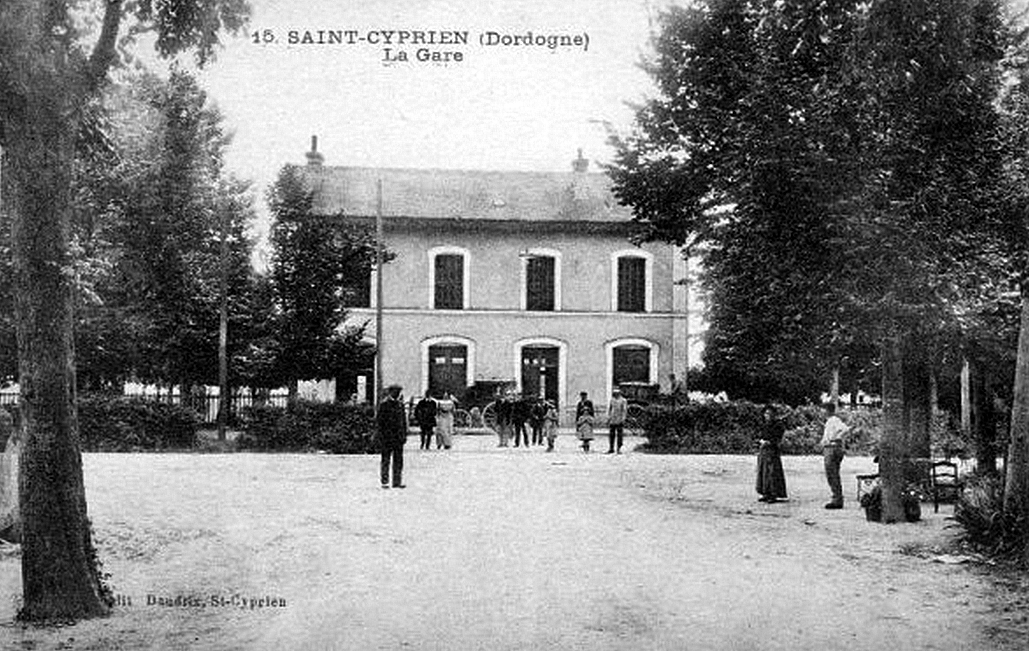
La gare vers 1900

En 2005, en partenariat entre la région Aquitaine et la SNCF, la « halte de Saint-Cyprien en Dordogne » est rouverte le 11 décembre 2005 dans le cadre d'une révision du service voyageurs sur la relation TER Aquitaine : Bordeaux - Libourne - Bergerac - Sarlat. Le coût des travaux de réhabilitation des installations de la halte est de 134 000 euros, pris en charge à 50 % par la région Aquitaine.
En 2014, c'est une gare voyageurs d'intérêt local (catégorie C : moins de 100 000 voyageurs par an de 2010 à 2011), qui dispose d'un quai (90 mètres de longueur utile) pour la voie unique et un abri.

## Fréquentation
La fréquentation de la gare est détaillée dans le tableau ci-dessous :
|           | 2015  | 2016  | 2017  | 2018  | 2019  | 2020  | 2021   | 2022   | 2023   |
| --------- | ----- | ----- | ----- | ----- | ----- | ----- | ------ | ------ | ------ |
| Voyageurs | 8 168 | 7 541 | 8 592 | 8 638 | 5 546 | 7 121 | 10 430 | 14 472 | 15 474 |

## Service des voyageurs

### Accueil
Halte SNCF, c'est un point d'arrêt non géré (PANG) à entrée libre, avec un quai équipé d'un abri.

### Desserte
Saint-Cyprien est une halte du réseau TER Nouvelle-Aquitaine, desservie par des trains express régionaux de la relation Bordeaux - Bergerac - Sarlat (ligne 26).

### Intermodalité
Le stationnement des véhicules est possible à proximité de l'ancien bâtiment voyageurs. 

## Patrimoine ferroviaire

### Bâtiment voyageurs
L'ancien bâtiment voyageurs d'origine, désaffecté du service ferroviaire, a été réhabilité en centre de secours. C'est un bâtiment type à quatre ouvertures, avec un étage sous une toiture à deux pans.

### Halle à marchandises
L'ancienne halle à marchandises, désaffectée du service ferroviaire, est utilisée par un commerce privée.